# تراموا تورین
تراموا تورین (ایتالیایی: Rete tranviaria di Torino) سیستم تراموا در شهر تورین، ایتالیا است.
این تراموا که در سال ۱۸۷۱ تأسیس شده دارای ۹ خط، ۱۸۷ ایستگاه و ۸۸ کیلومتر طول می‌باشد.

## نگارخانه

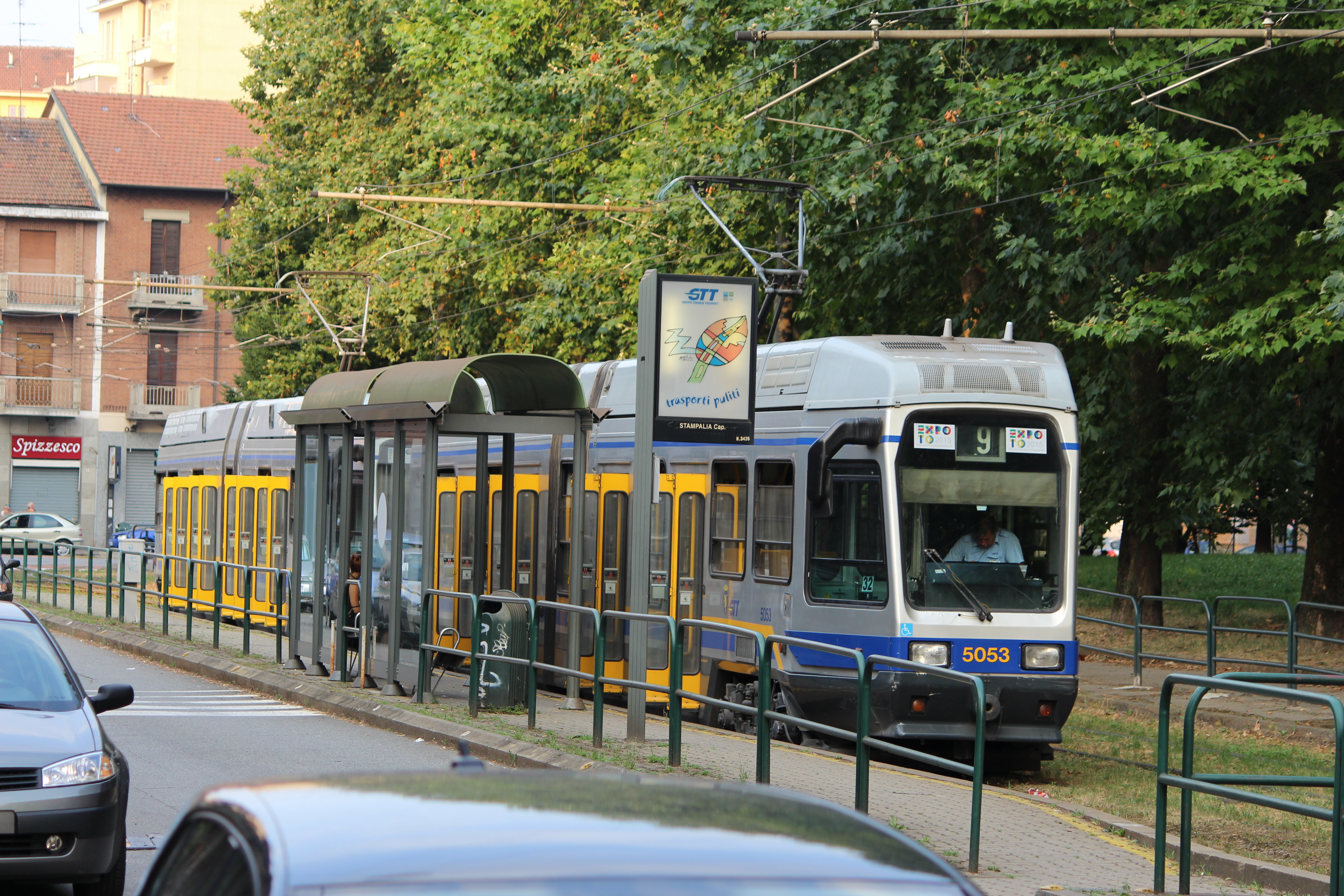
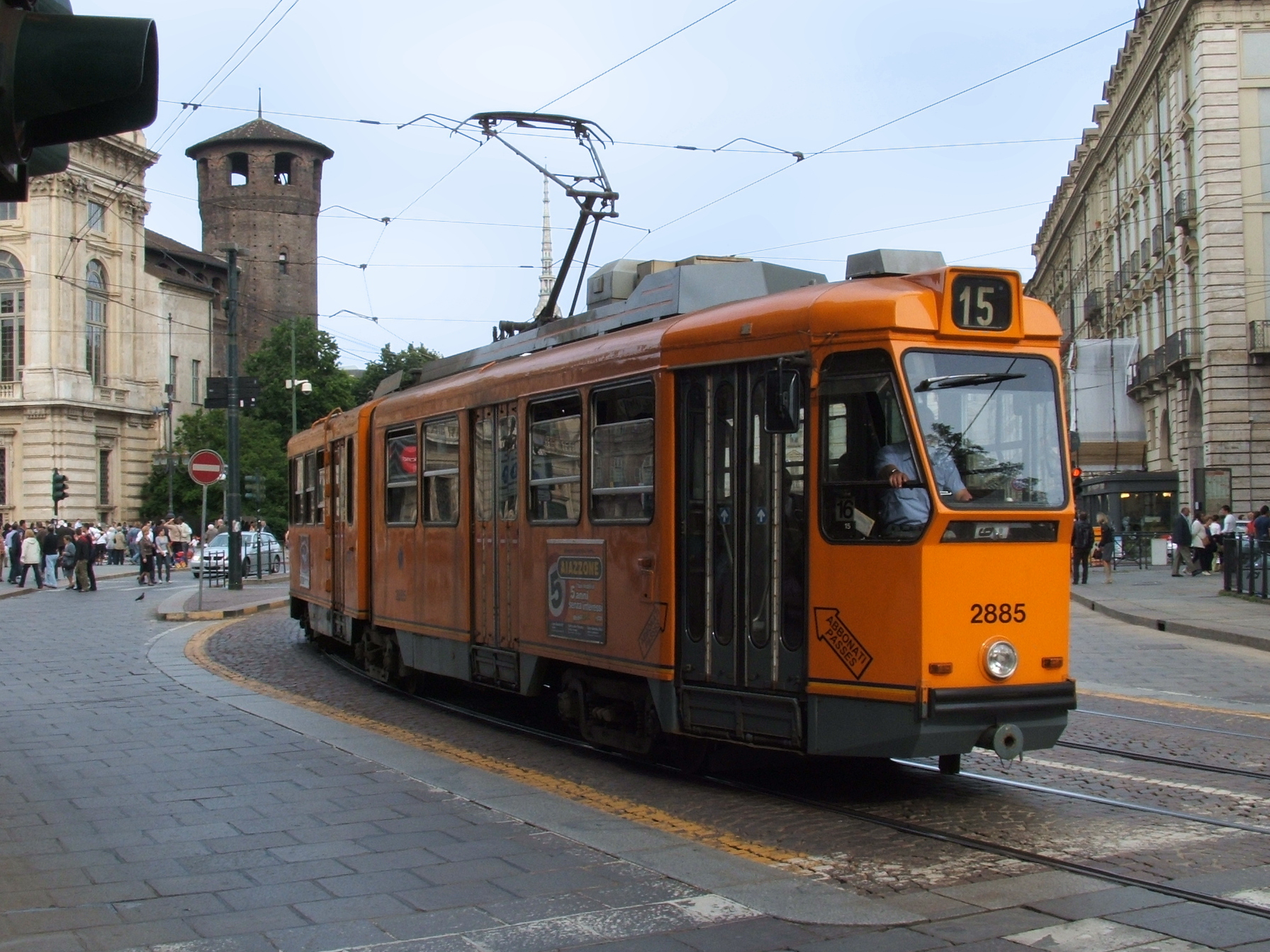
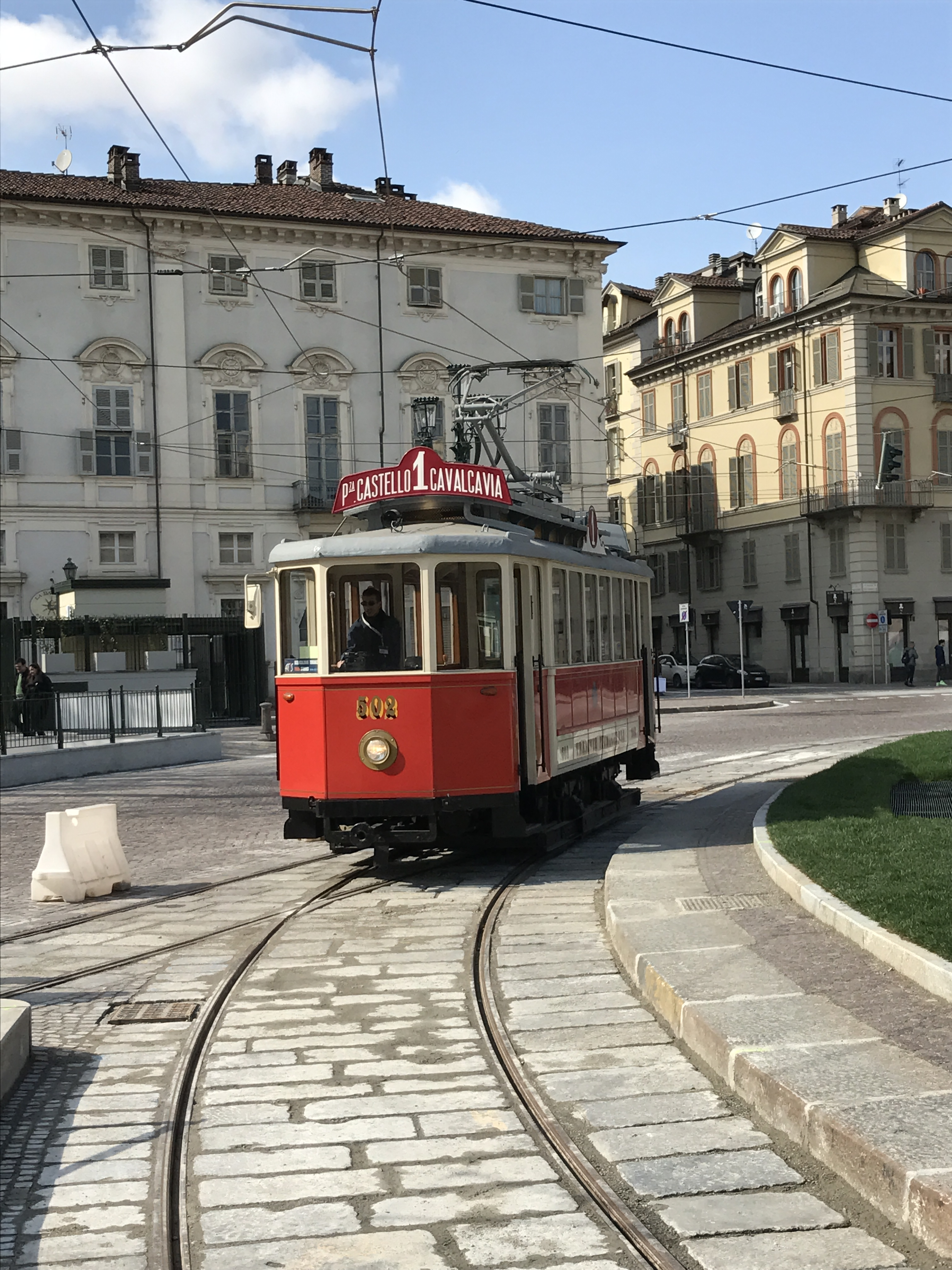
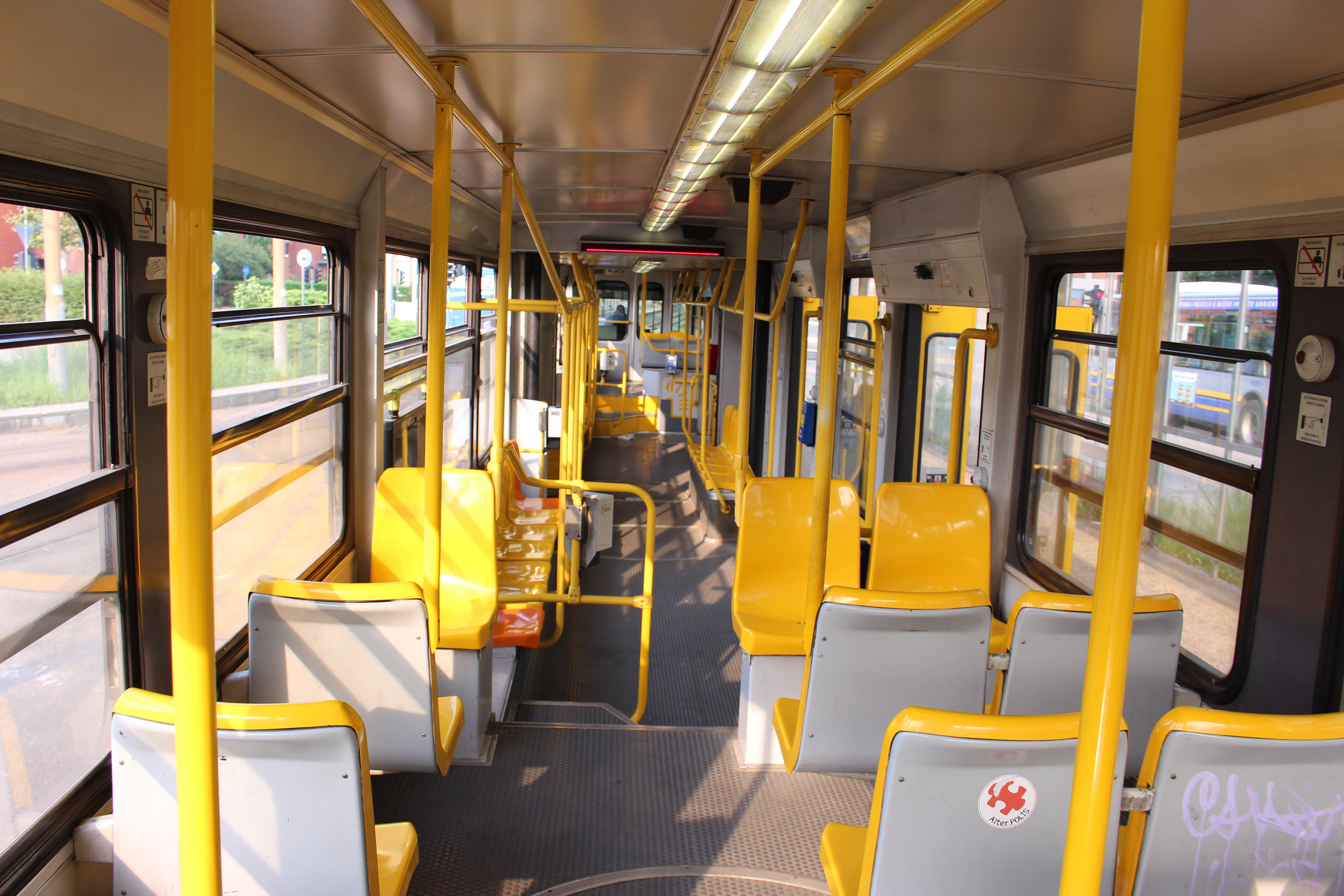